# Yoris Jarzynski
Yoris Henryk Jarzynski (Polonia, 1975) es un violinista, profesor de piano y violín, educador, compositor y director de orquesta polaco.

## Primeros años
Jarzynski nació en una familia polaca de grandes músicos. Su primer contacto con el mundo de la música se remonta a cuando tenía cuatro años. Comenzó estudiar violín con su padre Henryk Jarzynski, profesor titular de la Academia de Música de Cracovia y ganador del Concurso Internacional de George Enescu en Rumania. A los doce años de edad entró a estudiar al Conservatorio Real de Holanda, donde destacó su talento con profesores Holandeses como Mieke Biesta y Kees Hulsmann, concertinos de la Orquesta Filarmónica de Róterdam, y luego con el maestro australiano John Harding, primer violín del Cuarteto Orlando. Debutó en el Arnold Schönberg Hall, La Haya, en 1987 con solo doce años tocando el Romance de Antonín Dvořák y piezas virtuosas.

## Estudios avanzados
En 1993 se graduó como licenciado en Interpretación Musical al nivel superior y continuó su perfeccionamiento magistral en el conservatorio de la Universidad de Utrecht, donde estudió con el maestro Philippe Hirsschorn. Yoris recibió de Philippe su grado de Magíster en Violín en el mismo año. El fallecimiento de Philippe Hirsschorn en 1996 produjo una gran tristeza al músico lo que lo motiva viajar a Bélgica y Suiza. Un año después retoma su estudió con el legendario maestro húngaro Tibor Varga en la escuela superior de música de Sion, en Suiza y simultáneamente en Bélgica con el maestro ruso Igor Oistrakh, quien le entregó con máxima distinción su Licenciatura de Prácticas en Violín. 
Después de sus estudios se perfeccionó en la interpretación con el alumno de Jascha Heifetz el Prof. Christian Bor, Jaap van Zweden y Robert Szreder, en Holanda, con el Maestro Mikhail Bezverkhny en Bélgica y con Igor Ozim en Suiza.

## Trayectoria
A partir de los 15 años Jarzynski fue invitado a distintos festivales internacionales entre cuales se destaca su visita al festival musical de Hannover en Alemania, Festival de Hindemith, en Bloney Suiza, Holland Music Sessions en Alkmaar donde ha hecho numerosos conciertos y ha dictado clases. En el año 2002 Yoris firma un contrato con la disquera Combined Records y EMI Publishing para cual trabaja como productor musical y compositor hasta cuando su madre María Jarzynska se enferma de cáncer en el año 2004. La muerte de la madre un año después, provoca al músico una fuerte tristeza e impotencia, lo que lo motiva dejar a Europa y radicarse en América Latina.

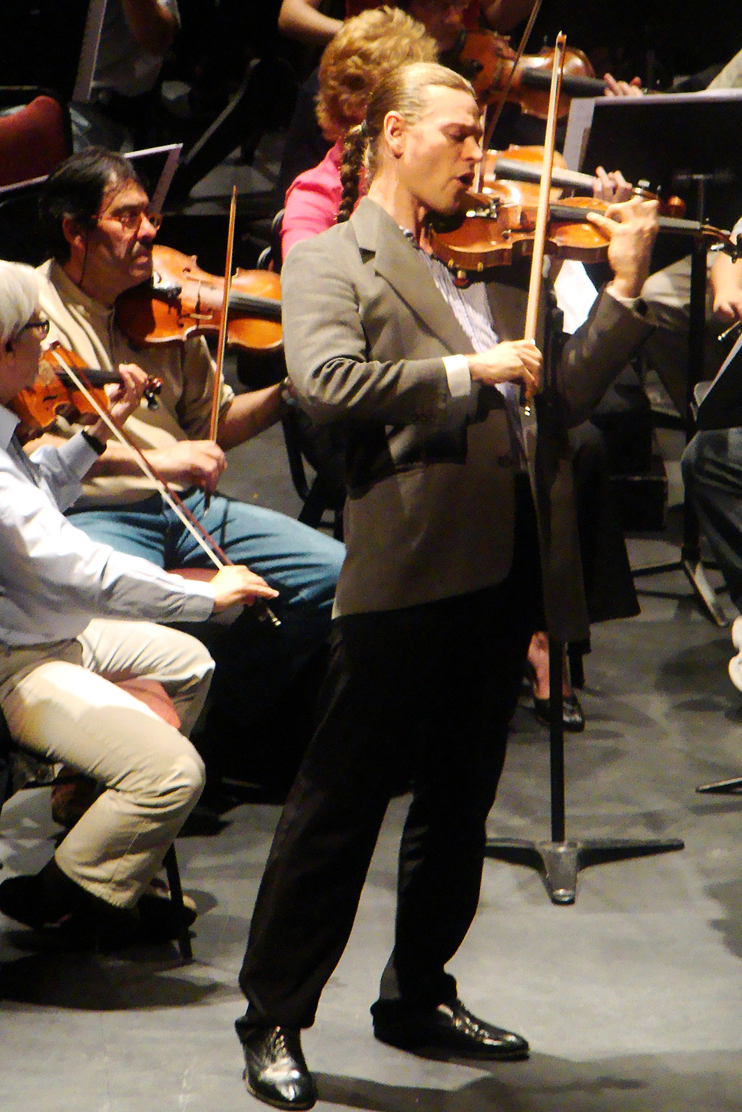
general rehearsal of Gala Concerto "Maestro"

En Chile Jarzynski no encontró buena acogida.: a  Tras muchos sacrificios y sufrimientos el músico logró fundar en 2006 la Academia Superior de Violín, en Chillán, y este mismo año debutó con la Orquesta de Cámara de la Universidad Austral de Chile en Valdivia con el concierto n.º 5 de Wolfgang Amadeus Mozart el día del aniversario de dicha Universidad. continuando por una Gira de conciertos por Coyhaique, la Catedral de Bariloche, el Salón Lámparas de Osorno, la Sala Schaeffer de la Universidad del Bío-Bío en Chillán, culminando en el gran Teatro Municipal de Viña del Mar. Curiosamente, al concierto de Chillán asistieron aproximadamente 800 personas, comprendiendo las 240 butacas, pasillos, hall, escalera, balcón y muchas personas paradas hasta la calle de pie apreciaron las sonatas de Johannes Brahms hasta el final del concierto.
Posterior a la exitosa gira musical, Yoris es invitado personalmente por el rector de la Universidad de Los Lagos para integrar el grupo de cámara Prodarte, de la facultad de humanidades y educación asimismo en 2007 el maestro es invitado a dictar clases magistrales en Valparaíso en la Universidad Arcis, y en Lima, Perú como también en el Centro Español de Chillán. El maestro tocó en importantes temporadas de conciertos, como en la Corporación Cultural de Osorno, Semanas musicales de Puyehue siendo parte de las Semanas musicales de Frutillar, Aula Magna de la Universidad Católica de la Santísima Concepción, Sala Montecarmelo de Providencia. En 2008, el ministerio de cultura y patrimonio de Polonia, invita a Jarzynski a presentar un concierto en memoria de la independencia de Polonia y debuta en Uruguay en la temporada oficial del Teatro Solís donde tocó con la Orquesta Filarmónica de Montevideo dirigido por el maestro uruguayo Fernando Condon.
En 2009 Jarzynski fundó el Instituto Superior de Música de Chile, instituto profesional autónomo de carácter privado, con sede central en Chillán, con el propósito de hacer entrega permanente educacional en Ñuble. La televisión nacional Canal 13 eligió a Jarzynski como uno de los más destacados inmigrantes de Chile para filmar el documental biográfico "Huellas de un inmigrante"  acerca su obra de trabajo.
El terremoto de Chile de 2010 afectó al músico económicamente teniendo que renunciar a algunos proyectos musicales. En 2013 el músico fue víctima en un trágico accidente de colisión y volcado de un bus, en la Carretera Panamericana entre Chillán y Santiago, cerca de la comuna de San Francisco de Mostazal, de cual se logró recuperar sin sufrir daños en las manos. Poco después del siniestro, el maestro aceptó dirigir la asignatura de música en la Universidad de Concepción sede Chillán por un año, en la Universidad Mayor dictó el congreso "Arqueología de la Música", una masterclass en Providencia y luego fue invitado por la Universidad Científica del Perú como profesor visitador, donde regaló a la ciudad de Iquitos un concierto gala siendo acompañado por la Orquesta de Cámara de la UCP.
Además de la cátedra de violín se ha desempeñado como docente de piano, composición musical y dirección de orquesta y también tiene una pasión por la naturaleza, botánica, diseño y la Antropología.

## Investigación
Ha hecho estudios de investigación arqueológico y arqueo-genética, relacionados con la expansión global del Homo sapiens y la música, proponiendo que la música fue el primer idioma del humano. En 2012 encabezó una Expedición: b  a las Cueva de los Tayos a la selva amazónica en la República del Ecuador, provincia de Morona Santiago, Cantón Limón Indanza, donde constató la existencia de una enorme pared monolítica trabajada en la prehistoria antes de la llegada de los Shuar, actual pueblo originario. La cueva tiene una acústica única.
Jarzynski exploró en distintos viajes a diversas culturas prehispánicas para determinar las migraciones humanas en América y su relación con la música, como la Cultura Huarayo (significa "gente verdadera") alrededor del Río Tambopata, Cultura Tiahuanaco en la isla del sol donde investigó el Templo Chincana, el palacio Pilkokaina y el templo del sol de Tiahuanaco en Bolivia, las Pirámides de la Civilización Caral en Caral Perú, las culturas Bora, Yagua y Iquito de Pueblos originarios del Perú de la selva amazónica en del distrito Putumayo y Alto Nanay: c  y en Chile la cultura Mapuche.